# Лукар (Промина)
Лукар је насељено мјесто у сјеверној Далмацији. Припада општини Промина у Шибенско-книнској жупанији, Република Хрватска.

## Географија
Налази се 4,5 км источно од Оклаја.

## Историја
Насеље се до територијалне реорганизације у Хрватској налазило у саставу некадашње велике општине Дрниш. Лукар се од распада Југославије до августа 1995. године налазио у Републици Српској Крајини.

## Становништво
Према попису из 1900. године, насеље Лукар је имало 564 становника, од чега 472 Хрвата и 92 Србина.
Према попису из 1991. године, насеље Лукар је имало 214 становника, од чега 199 Хрвата, 10 Срба, 1 Југословена и 4 остала. Према попису становништва из 2001. године, Лукар је имао 111 становника. Према попису становништва из 2011. године, насеље Лукар је имало 78 становника.
| Демографија | Демографија | Демографија |
| Година      | Становника  | Становника  |
| ----------- | ----------- | ----------- |
| 1961.       | 501         |             |
| 1971.       | 448         |             |
| 1981.       | 332         |             |
| 1991.       | 214         |             |
| 2001.       | 111         |             |
| 2011.       |             | 78          |

## Попис 1991.
На попису становништва 1991. године, насељено место Лукар је имало 214 становника, следећег националног састава:
| Попис 1991.‍  | Попис 1991.‍  | Попис 1991.‍ | Попис 1991.‍ | Попис 1991.‍ |
| ------------ | ------------ | ----------- | ----------- | ----------- |
|              |              |             |             |             |
| Хрвати       | Хрвати       |             | 199         | 92,99%      |
| Срби         | Срби         |             | 10          | 4,67%       |
| Југословени  | Југословени  |             | 1           | 0,46%       |
| неопредељени | неопредељени |             | 4           | 1,86%       |
| укупно: 214  |              |             |             |             |

## Презимена
- Медић — Православци
- Новак — Православци
- Стојановић — Православци
- Чулина — Римокатолици
- Чавлина — Римокатолици
- Сарић — Римокатолици
- Мандарић — Римокатолици
- Ујаковић — Римокатолици
- Перић — Римокатолици
- Шешо — Римокатолици